# Juan Cambareri
Juan Cambareri (Juan Pablo Cambariere, * 15. April 1916 in Viedma; † 18. Februar 1992), genannt El mago del bandoneón, war ein argentinischer Bandoneonist, Bandleader und Tangokomponist.

## Leben
Cambareri begann als Kind Bandoneon zu spielen und besuchte ab dem zehnten Lebensjahr das Konservatorium in Buenos Aires. Als Sechzehnjährigen engagierte ihn Roberto Firpo (gemeinsam mit dem jungen Pianisten Carlos García) für sein Orchester. 1936 übernahm ihn Firpo in sein Quartett Los de Antes. Zugleich engagierte ihn Jaime Yankelevich für sein Programm La audición de Jabón Federal bei Radio Belgrano. Er wirkte an diesem Programm achtzehn Jahre mit und trat in dieser Zeit neben Musikern wie Albreto Castillo, Pedro Maffia, Hugo del Carril, Antonio Tormo, Angelillo, Miguel de Molina, Carlo Buti und Nicola Paone auf.
Cambareris eigenes Quartett bestand aus dem Geiger José Fernández, dem Kontrabassisten Fernando Porcelli, dem Pianisten Juan Rizzo und dem Sänger Américo Podestá (später Alberto Casares). 1948 spielte er in Uruguay, wo er sich auch zuvor regelmäßig längere Zeit aufgehalten hatte, beim Label Sondor seine ersten Aufnahmen ein. Weitere Aufnahmen entstanden zwischen 1950 und 1955 beim argentinischen Label Pampa. Ab 1955 leitete er das Orchester von Radio Belgrano.
Mit Aufkommen der Nueva Ola ließ das Interesse für ihn wie für alle Tangomusiker nach. Erst 1968 erschienen neue Aufnahmen beim Label Music-Hall. 1969 unternahm Cambareri mit dem Pianisten Juan Rizzo und den Geigern Juan Gandolfo und Felipe Escomabache eine Tournee durch Japan. Im Jahr 1971 trat er im Fernsehprogramm El tango del millón auf. In den Folgejahren tourte er durch Uruguay und Brasilien. Bei Music-Hall erschien 1981 als seine letzte Aufnahme die Kassette Tangos compadres.

## Aufnahmen
- La puñalada (von Pintín Castellanos)
- El amanecer (von Roberto Firpo)
- El choclo (von Ángel Villoldo)
- Corazón de oro (von Francisco Canaro)
- A su memoria
- Bien de arrabal
- Color de rosa
- Lluvia de estrellas
- Papas calientes
- Para siempre este tango (eigene Komposition)
- Lluvia de estrellas (von Osmar Maderna)